# Подволок (морской термин)
По́дволок (подволока) — обшивка внутренней (нижней) стороны потолка судовых служебных и жилых помещений, устанавливаемая вплотную к нижней кромке подпалубных бимсов на брусках обрешётника. Может быть выполнена из фанеры, пластика или тонких листов металла.
Во флотском стиле разговора может применяться ударение на последнем слоге, как в словах «компа́с» или «рапо́рт».
Термин в том же значении употреблялся в строительстве зданий.